# Achaea leucopasa
Achaea leucopasa là một loài bướm đêm thuộc họ Erebidae. Nó được tìm thấy ở Châu Phi, bao gồm Madagascar và Réunion.

## Hình ảnh

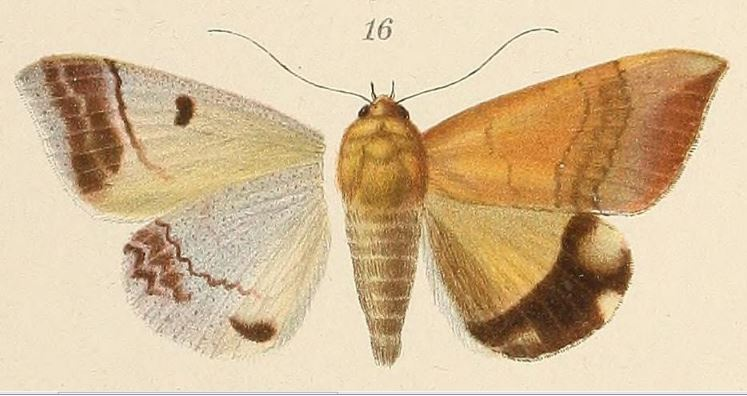